# Клаудіо Морель Родрігес
Кла́удіо Море́ль Родрі́гес (ісп. Claudio Morel Rodríguez; 2 лютого 1978, Асунсьйон, Парагвай) — парагвайський футболіст, захисник «Бока Хуніорс» та збірної Парагваю. Учасник чемпіонату світу з футболу 2010 року.

## Титули і досягнення

### Командні
- Чемпіон Аргентини (4):

«Сан-Лоренсо де Альмагро»: 2001К
«Бока Хуніорс»: 2005А, 2006К, 2008А
- Володар Кубка Меркосур (1):

«Сан-Лоренсо де Альмагро»: 2001
- Володар Південноамериканського кубка (3):

«Сан-Лоренсо де Альмагро»: 2002
«Бока Хуніорс»: 2004, 2005
- Переможець Рекопи Південної Америки (3):

«Бока Хуніорс»: 2005, 2006, 2008
- Володар Кубка Лібертадорес (1):

«Бока Хуніорс»: 2007

### Особисті
- Футболіст року у Парагваї: 2008